# Усита
Усита (итал. Ussita) насеље је у Италији у округу Мачерата, региону Марке.
Према процени из 2011. у насељу је живело 18 становника. Насеље се налази на надморској висини од 829 м.

## Становништво
| 1931. | 1936. | 1951. | 1961. | 1971. | 1981. | 1991. | 2001. | 2011. |
| ----- | ----- | ----- | ----- | ----- | ----- | ----- | ----- | ----- |
| 1.524 | 1.320 | 1.004 | 739   | 578   | 482   | 459   | 426   | 420   |